# Breviceps verrucosus
Breviceps verrucosus là một loài ếch trong họ Nhái bầu.
Loài này có ở Lesotho, Nam Phi, và Swaziland.
Các môi trường sống tự nhiên của chúng là các khu rừng ôn hòa, xavan khô, vùng cây bụi ôn đới, vùng đồng cỏ ôn đới, và vườn nông thôn. Loài này đang bị đe dọa do mất môi trường sống.